# Baryscapus uetzi
Baryscapus uetzi är en stekelart som beskrevs av Lasalle 1990. Baryscapus uetzi ingår i släktet Baryscapus och familjen finglanssteklar. Inga underarter finns listade.